# Goodenia mueckeana
Goodenia mueckeana är en tvåhjärtbladig växtart som beskrevs av Ferdinand von Mueller. Goodenia mueckeana ingår i släktet Goodenia och familjen Goodeniaceae. Inga underarter finns listade i Catalogue of Life.